# Ponometia exigua
Ponometia exigua är en fjärilsart som beskrevs av Fabricius 1793. Ponometia exigua ingår i släktet Ponometia och familjen nattflyn. Inga underarter finns listade i Catalogue of Life.

## Bildgalleri

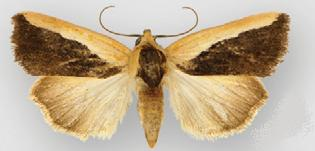